# Aérodrome de Weipa
L’aérodrome de Weipa, code IATA : WEI • code OACI : YBWP, est un aéroport de Weipa Airport, dans le Queensland, en Australie. L’aéroport est à 7 km au sud-est de la ville.

## Compagnies et destinations
| Compagnies                             | Destinations                              |
| -------------------------------------- | ----------------------------------------- |
| QantasLink opéré par Sunstate Airlines | Cairns                                    |
| Skytrans Airlines                      | Cairns, Aurukun (en), Lockhart River (en) |

Édité le 13/07/2019